# 500-km-Rennen von Monza 1977

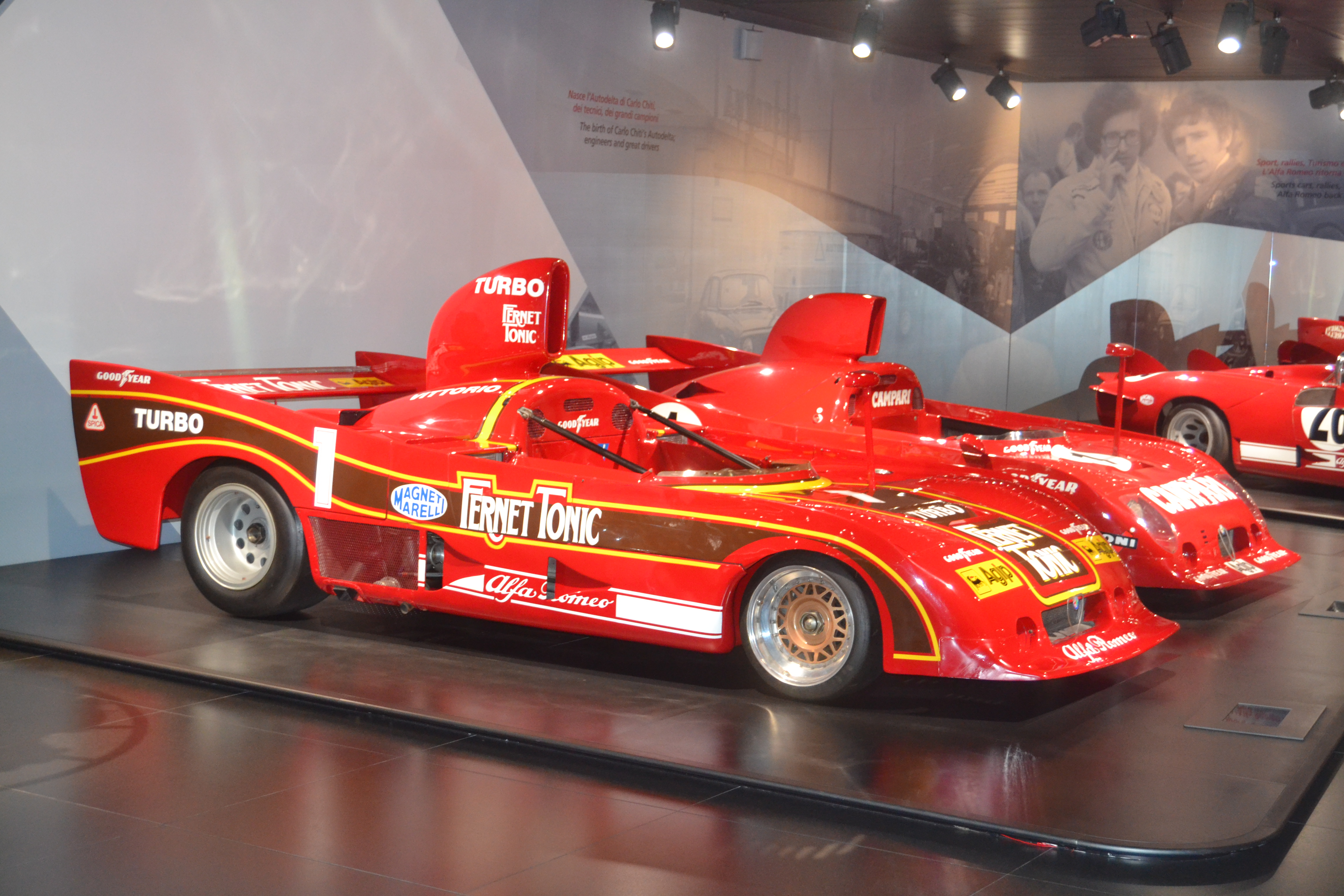
Alfa Romeo T33/SC/12

Das 16. 500-km-Rennen von Monza, auch Trofeo Filippo Caracciolo, Campionato Mondiale Vetture Sport, Autodromo Nazionale di Monza, fand am 24. April 1977 auf dem Autodromo Nazionale Monza statt und war der vierte Wertungslauf der Sportwagen-Weltmeisterschaft dieses Jahres.

## Das Rennen
Das Rennen in Monza war die zweite Veranstaltung der Gruppe-6-Rennwagen in der Sportwagen-Weltmeisterschaft 1977. Erneut gab es einen Gesamtsieg der von Autodelta eingesetzten Alfa Romeo T33/SC/12. Allerdings mussten sowohl Vittorio Brambilla als auch Arturo Merzario das Rennen ohne Fahrerwechsel bestreiten. Der als Teampartner beider Wagen vorgesehene Jean-Pierre Jarier erkrankte am Renntag und konnte nicht starten. 

## Ergebnisse

### Schlussklassement
| 1                  | S 3.0 | 2  | Autodelta                               | Vittorio Brambilla                          | Alfa Romeo T33/SC/12 | 85 |
| 2                  | S 2.0 | 37 | Osella Squadra Corse                    | Giorgio Francia Silvio Artina               | Osella PA5           | 84 |
| 3                  | S 2.0 | 42 | Danilo Tesini                           | Danilo Tesini Gianfranco Trombetti          | Osella PA5           | 81 |
| 4                  | S 5.0 | 19 | Autohaus Karell Mainz                   | Peter Hoffmann                              | McLaren M8F          | 81 |
| 5                  | S 2.0 | 28 | Jolly Club                              | Luigi Colzani Gabriele Ciuti                | Osella PA4           | 80 |
| 6                  | S 2.0 | 39 | Jolly Club                              | Giorgio Schön Gianfranco Palazzoli          | Osella PA5           | 79 |
| 7                  | S 2.0 | 35 | Dorset Racing Associates                | Ernst Berg Simon Phillips                   | Lola T294S           | 76 |
| 8                  | S 1.6 | 52 | Claudio Francisci                       | Claudio Francisci Giuseppe Fiaccadori       | Chevron B31          | 76 |
| 9                  | S 2.0 | 50 | Chandler Ibec International Team Lloyds | Ian Bracey Tony Charnell                    | Chevron B31          | 76 |
| 10                 | S 1.3 | 67 | Pasquale Anastasio                      | Pasquale Anastasio Giampaolo Ceraolo        | Osella PA4           | 76 |
| 11                 | S 1.6 | 58 | Pier Ugo Prati                          | Pier Ugo Prati Marco Zambotti               | Osella PA4           | 74 |
| 12                 | S 3.0 | 7  | Team Warsteiner Eurorace                | Kurt Hild Jörg Obermoser                    | TOJ SC301            | 72 |
| 13                 | S 1.6 | 51 | Stefano Sebastiani                      | Stefano Sebastiani Ranieri Randaccio        | Chevron B23          | 71 |
| 14                 | S 2.0 | 40 | G.V.E.A.                                | Georges Morand Christian Blanc              | Lola T296            | 71 |
| 15                 | S 2.0 | 34 | Ultramar Lola                           | Skeeter McKitterick Ian Harrower            | Lola T294S           | 66 |
| Ausgefallen        |       |    |                                         |                                             |                      |    |
| 16                 | S 3.0 | 9  | Joest Racing                            | Reinhold Joest Brett Lunger                 | Porsche 908/3 Turbo  | 75 |
| 17                 | S 3.0 | 3  | Autodelta                               | Arturo Merzario                             | Alfa Romeo T33/SC/12 | 61 |
| 18                 | S 2.0 | 43 | Lloyd Centauro Italiano                 | Angelo Giliberti Domenico Giannotti         | Osella PA5           | 61 |
| 19                 | S 3.0 | 6  | Team Warsteiner Eurorace                | Rolf Stommelen Jörg Obermoser               | TOJ SC302            | 27 |
| 20                 | S 3.0 | 15 | Jolly Club                              | Lella Lombardi Giorgio Pianta               | Lola T282            | 26 |
| 21                 | S 2.0 | 31 | Pier-Giorgio Mussa                      | Pier-Giorgio Mussa Carlo Giorgio            | GRD S74              | 1  |
| 22                 | S 3.0 | 5  | Mauro Nesti                             | Mauro Nesti Lorenzo Niccolini               | Chevron B31          |    |
| 23                 | S 2.0 | 21 | Daniel Brillat                          | Daniel Brillat Eric Vuagnat                 | Cheetah G601         |    |
| 24                 | S 2.0 | 24 | Arcadio Pezzali                         | Arcadio Pezzali Giuseppe Ranzolin           | Osella PA4           |    |
| 25                 | S 2.0 | 32 | Giovanni Anzeloni                       | Giovanni Anzeloni Carlo Franchi             | Lola T296            |    |
| 26                 | S 2.0 | 38 | Scuderia Ateneo                         | Eugenio Renna Giuseppe Virgilio             | Osella PA5           |    |
| 27                 | S 2.0 | 41 | Ermanno Pettiti                         | Ermanno Pettiti Roby Filannino              | Osella PA5           |    |
| 28                 | S 2.0 | 46 | Francy Racing                           | Eugen Strähl Peter Bernhard                 | Sauber C5            |    |
| 29                 | S 2.0 | 48 | Francy Racing                           | Loris Kessel Romeo Camathias                | Sauber C5            |    |
| 30                 | S 1.6 | 53 | Ubaldo Smittarello                      | Ubaldo Smittarello Ivano Giuliani           | Chevron B21          |    |
| 31                 | S 1.6 | 61 | Franco Milano                           | Franco Milano Luigi Pozzo                   | Osella PA4           |    |
| 32                 | S 1.6 | 62 | Marco Onori                             | Marco Onori Maurizio Orsi                   | Osella PA5           |    |
| 33                 | S 1.6 | 63 | Adelino Zenone                          | Adelino Zenone Italo Pain                   | Osella PA5           |    |
| 34                 | S 1.3 | 64 | AMS                                     | Cristiano Del Balzo                         | AMS 277              |    |
| Nicht gestartet    |       |    |                                         |                                             |                      |    |
| 35                 | S 3.0 | 8  | Deutsch Brothers Racing                 | Manrico Zanuso Günther Egermann Gary Hirsch | Deutsch Special      | 1  |
| 36                 | S 2.0 | 25 | Herbert Mueller Racing                  | Rodolfo Cescato Herbert Müller              | Chevron B21/23       | 2  |
| 37                 | S 2.0 | 36 | Ruggero Parpinelli                      | Anna Cambiaghi Ruggero Parpinelli           | Osella PA2           | 3  |
| 38                 | S 2.0 | 44 | Gianfranco Palazzoli                    | Gianfranco Palazzoli Giancarlo Gagliardi    | Osella PA4           | 4  |
| 39                 | S 1.0 | 1  | Autodelta                               | Jean-Pierre Jarier                          | Alfa Romeo T33/SC/12 | 5  |
| Nicht qualifiziert |       |    |                                         |                                             |                      |    |
| 40                 | S 3.0 | 4  | Bruno Ottomano                          | Bruno Ottomano Paolo Gargano                | Alfa Romeo T33/TT/3  | 6  |
| 41                 | S 2.0 | 22 | G.V.E.A.                                | Sandro Plastina Mario Luini                 | Cheetah G601         | 7  |
| 42                 | S 1.6 | 57 | Giuseppe Bottura                        | Giuseppe Bottura Giuseppe Pellin            | Osella PA3           | 8  |
| 43                 | S 1.6 | 59 | Paolo Solinas                           | Paolo Solinas Renato Benusiglio             | Osella PA5           | 9  |
| 44                 | S 1.3 | 68 | Marcello Gallo                          | Marcello Gallo Piero Bongiovanni            | Osella PA5           | 10 |

1 Motorschaden im Training
2 nicht gestartet
3 nicht gestartet
4 nicht gestartet
5 Trainingswagen
6 nicht qualifiziert
7 nicht qualifiziert
8 nicht qualifiziert
9 nicht qualifiziert
10 nicht qualifiziert

### Nur in der Meldeliste
Hier finden sich Teams, Fahrer und Fahrzeuge, die ursprünglich für das Rennen gemeldet waren, aber nicht daran teilnahmen.
| Pos. | Klasse | Nr. | Team                            | Fahrer                                  | Chassis            |
| ---- | ------ | --- | ------------------------------- | --------------------------------------- | ------------------ |
| 45   | S 3.0  | 11  | Joest Racing                    | Brett Lunger                            | Porsche 908/3      |
| 46   | S 3.0  | 12  | Mario Casoni                    | Mario Casoni Marco Capoferri            | Lola T286          |
| 47   | S 3.0  | 14  | Corrado Manfredini              | Corrado Manfredini Duilio Ghislotti     | Lola T284          |
| 48   | S 3.0  | 16  | Alain de Cadenet                | Alain de Cadenet Chris Craft            | De Cadenet Lola LM |
| 49   | S 3.0  | 18  | Martin Raymond                  | Martin Raymond John Blanckley           | Chevron B31        |
| 50   | S 2.0  | 23  | Giovanni Alberti                | Giovanni Alberti Erasmo Bologna         | Chevron B21        |
| 51   | S 2.0  | 24  | Arcadio Pezzali                 | Arcadio Pezzali Giuseppe Ranzolin       | Chevron B36        |
| 52   | S 2.0  | 26  | Hayseech Grey Iron Castings     | Bob Marsland                            | Chevron B36        |
| 53   | S 2.0  | 27  | Scuderia Ateneo                 | Raffaele Restivo Alfonso Merendino      | Chevron B36        |
| 54   | S 2.0  | 28  | Jolly Club                      | Luigi Colzani                           | Chevron B36        |
| 55   | S 2.0  | 29  | Giuseppe Piazzi                 | Giuseppe Piazzi                         | Chevron B36        |
| 56   | S 2.0  | 33  | Roland Binder                   | Roland Binder                           | Lola T390          |
| 57   | S 2.0  | 45  | Lester Ray Racing With Polaroof | Richard Jenvey                          | Vogue SP2          |
| 58   | S 2.0  | 49  | Salvatore Pellegrino            | Salvatore Pellegrino Achille Soria      | Chevron B36        |
| 59   | S 1.6  | 54  | Giovanni Costantino             | Giovanni Costantino Antonio Bonis       | Chevron B21/23     |
| 60   | S 1.6  | 54  | Alessandro Guidetti             | Alessandro Guidetti Giuseppe Fiaccadori | Dallara 1600 cmc   |
| 61   | S 1.6  | 54  | Fabio Siliprandi                | Fabio Siliprandi                        | Dallara 1600 cmc   |
| 62   | S 1.3  | 65  | Ferdinando Ernesti              | Ferdinando Ernesti Antonio Palangio     | AMS                |
| 63   | S 1.3  | 66  | Oscar Costantini                | Oscar Costantini Luigino Grassi         | Chevron B26        |

### Klassensieger
| Klasse | Fahrer             | Fahrer              | Fahrzeug             | Platzierung im Gesamtklassement |
| ------ | ------------------ | ------------------- | -------------------- | ------------------------------- |
| S 3.0  | Vittorio Brambilla |                     | Alfa Romeo T33/SC/12 | Gesamtsieg                      |
| S 2.0  | Giorgio Francia    | Silvio Artina       | Osella PA5           | Rang 2                          |
| S 1.6  | Claudio Francisci  | Giuseppe Fiaccadori | Chevron B31          | Rang 8                          |
| S 1.3  | Pasquale Anastasio | Giampaolo Ceraolo   | Osella PA4           | Rang 10                         |

### Renndaten
- Gemeldet: 63
- Gestartet: 34
- Gewertet: 15
- Rennklassen: 4
- Zuschauer: unbekannt
- Wetter am Renntag: warm und trocken
- Streckenlänge: 5,800 km
- Fahrzeit des Siegerteams: 2:40:06,000 Stunden
- Gesamtrunden des Siegerteams: 85
- Gesamtdistanz des Siegerteams: 493,000 km
- Siegerschnitt: 184,759 km/h
- Pole Position: Vittorio Brambilla – Alfa Romeo T33/SC/12 (#2) – 1:42,530 = 203,648 km/h
- Schnellste Rennrunde: Arturo Merzario – Alfa Romeo T33/SC/12 (#3) – 1:42,530 = 203,648 km/h
- Rennserie: 4. Lauf zur Sportwagen-Weltmeisterschaft 1977